# Seeblatt

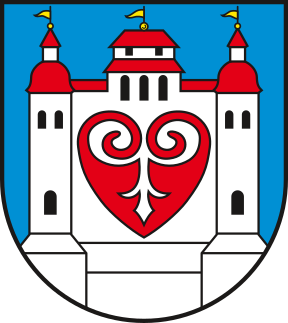
Ornamental geschnittenes Seeblatt im Wappen von Prettin

Herzogtum Engern
(später erfundenes Wappen)

In Wappen wird das Seeblatt als stilisiertes Blatt einer Seerose dargestellt.
In älteren Wappenbeschreibungen wird es auch als Mumblatt bezeichnet. Als Dreipass, der Seeblätter um ein Zentrum zentriert, war es schon im Mittelalter als gemeine Figur bekannt.
Im Wappen sind die Anordnungen pfahlweise, reihenweise, schräglinks und schrägrechts gebräuchlich und werden so in der Wappenbeschreibung blasoniert. Weitere bekannte Anordnungen sind 2 über 1, aber auch ist das Seeblatt gesät oder gestreut in Wappen zu finden. Neuere, meist Gemeindewappen, stellen sowohl runde als auch herzförmige natürliche Seerosenblätter mit gebogenem oder gewundenem Stiel in Wappen dar, die als solche gemeldet werden müssen.

## Abgrenzung
Zur Unterscheidung vom ebenfalls herzförmigen Lindenblatt wird der Stiel nicht mit dargestellt, und der Stielansatz ist ornamentartig ausgebrochen.
Verwechslungen des Seeblatts mit dem Schröterhorn, dem Herz oder dem Ortband (ähnelt einem gestürzten Seeblatt) sind in der Deutung, Darstellung und Bezeichnung leicht möglich. Oft wird daher Schröterhorn fälschlich für Seeblatt in Blasonierungen verwendet. Ein Seeblatt hat einen runden oder Kleeblattausbruch am Stielansatz, er ist kleiner, die umgebende Fläche größer als beim Ortband. Das Ortband symbolisiert das untere Beschlagsstück einer Schwertscheide, und das Schröterhorn die Zangen des Hirschkäfers. Gezeichnet sind die Ungenauigkeiten groß, nur die Wappenbeschreibung klärt den Sachverhalt.

## Beispiele

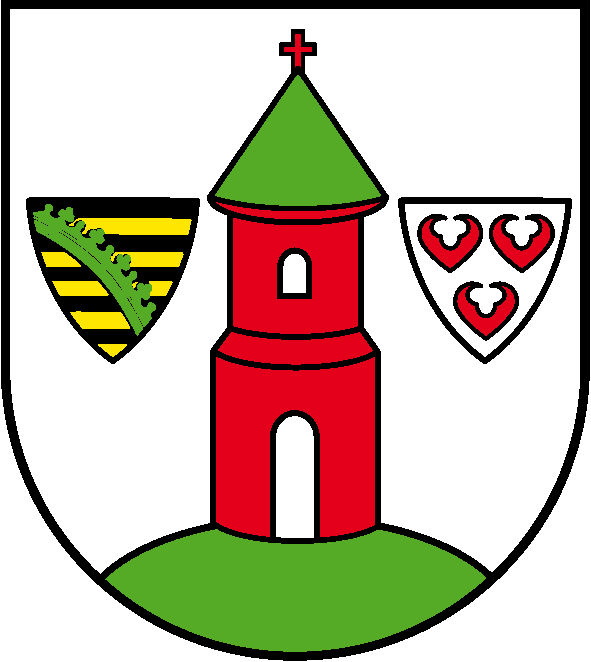
Drei Seeblätter links im schwebenden Schild des Bitterfelder Wappens
Zwei ausgebrochene Seeblätter im Wappen von Friesoythe
Drei goldene Seeblätter unten im Wappen des früheren Kreises Brilon
Wappen von Essen (Oldenburg); abgeleitet von Tecklenburg
Wappen von Hermannstadt (Sibiu) in Siebenbürgen
Zwei natürliche Seeblätter, müssen so beschrieben werden (Wappen der Gemeinde Hohenpolding)
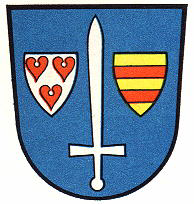
Drei im Schildchen von Lastrup
Lienen, ist abgeleitet vom Tecklenburger Wappen
Landkreis Cloppenburg
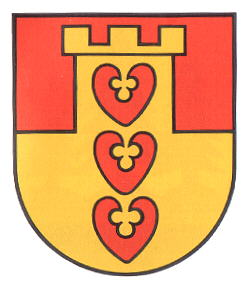
Wappen von Liebenburg 1960–1974
Wappen der Stadt Löhne (NRW), beschrieben als Seeblatt, gezeichnet als Schröterhorn
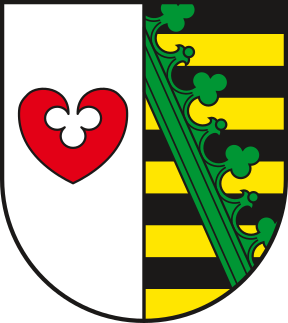
Wappen Kemberg mit Rautenkranz
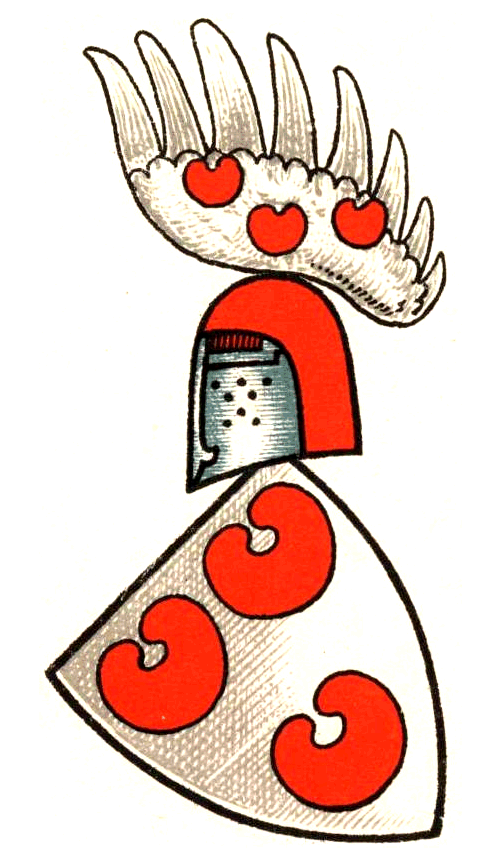
Ursprüngliches Wappen der Grafen von Tecklenburg
Zwingenberg/Bergstraße: drei silberne Seeblätter symbolisieren die Lage am Wasser (historischer Neckar-Altarm als Stadtgraben)